# 坂本助太郎
坂本 助太郎（さかもと すけたろう、1874年10月12日 - 1944年11月14日）は、日本の官僚・内務技官。土木技師・土木工学者。関西高等工学校・関西高等工業学校（現：大阪工業大学）第2代理事長。工学博士（東京帝国大学）。内務省大阪土木出張所元所長。土木学会元関西支部長。元阪神上水道組合長。河川工学（特に淀川）の権威の一人。位階は従三位、勲等は勲三等。
専門は、土木工学・河川工学/海岸工学、水工学。

## 略歴
1874年宮城県仙台生まれ。1900年東京帝国大学工科大学土木工学科卒業。内務省第5区（大阪）土木監督署にて主任として、淀川第1工区改修工事に従事。1911年同省東京土木出張所に異動し、利根川第3期改修工事従事に従事。1917年天津水害調査のため、中国出張。同年、同省大阪土木出張所に帰任し、淀川下流改修工事・吉野川改修工事などに従事。1921年欧米出張を経て、1924年同省神戸土木出張所所長となり、神戸港港湾調査に従事。1928年同省大阪土木出張所所長となり、和歌山港港湾調査に従事。1931年工学博士（東京帝国大学）。1934年内務省退官。退官後、関西高等工学校・関西高等工業学校（現：大阪工業大学）第2代理事長（初代理事長の片岡安の後任）を1935年から1942年まで、大阪工業大学専門学院院長を1938年から1942年まで、摂南高等工業学校校長を1942年から1944年まで務めた。
内務省では土木出張所（大阪・神戸）所長として、特に戦前の淀川改修工事・神戸港の港湾調査に多大な貢献をした。淀川改修工事での難工事（毛馬閘門・洗堰工事）の功労を讃え、日本の治水港湾工事の始祖といわれる沖野忠雄と共に、淀川河川公園内に記念像「工学博士坂本助太郎君之像」が設置されている。教育者としては、関西高等工学校・関西高等工業学校（現：大阪工業大学）第2代理事長として、学園聡明期の土木工学（特に河川工学/海岸工学・水工学）の教育推進・育成に貢献した。
主な所属学会は、土木学会、日本河川協会、日本水道協会など。

## 主な研究
- 淀川流域と低気圧との関係に就て[6]
- 淀川の出水及其の予報[7]
- 神戸港港湾調査について
- 和歌山港港湾調査について
- 尾道港修築工事概要
- 関西地方の国道改良工事

## 栄典
- 1906年（明治39年）7月20日 - 正七位[8]
- 1908年（明治41年）12月11日 - 従六位[9]
- 1911年（明治44年）3月31日 - 正六位[10]
- 1914年（大正3年）2月20日 - 従五位[11]
- 1919年（大正8年）3月10日 - 正五位[12]
- 1921年（大正10年）8月30日 - 勲五等瑞宝章[13]
- 1923年（大正12年）7月24日 - 勲四等瑞宝章[14]
- 1925年（大正14年）5月1日 - 従四位[15]
- 1927年（昭和2年）10月13日 - 勲三等瑞宝章[16]
- 1930年（昭和5年）6月2日 - 正四位[17]
- 1934年（昭和9年）5月29日 - 従三位[18]